# Nicolae Ceaușescu
Nicolae Ceaușescu [nikolàe čeavšésku], romunski komunistični politik in diktator, * 26. januar 1918, Scornicești, † 25. december 1989, Târgoviște.
Od leta 1965 do 1989 je bil Ceausescu generalni sekretar Romunske komunistične partije ter drugi in zadnji komunistični voditelj Romunije. Bil je tudi vodja države (od 1967 predsednik Državnega sveta in) od leta 1974 hkrati predsednik republike, do odstranitve s položaja in usmrtitve v romunski revoluciji decembra 1989, ki je bil del serije protikomunistične in tistega leta protisovjetske vstaje v vzhodni Evropi.
Ceaușescu, rojen leta 1918 v Scorniceștiju v okrožju Olt, je bil član romunskega komunističnega mladinskega gibanja. Ceaușescu je napredoval skozi različne položaje pod socialistično vladavino Gheorgheja Gheorghiu-Deja in je po smrti le-tega leta 1965 nasledil vodstvo Romunske komunistične partije kot generalni sekretar.
Ko je prišel na oblast, je omejil cenzuro tiska in v svojem govoru 21. avgusta 1968 odkrito obsodil invazijo Varšavskega pakta na Češkoslovaško, kar je povzročilo porast priljubljenosti. Vendar je bilo posledično obdobje stabilnosti kratko, saj je njegova vlada kmalu postala močno totalitarna in je takrat veljala za najbolj represivno v vzhodnem bloku. Njegova tajna policija, imenovana Securitate, je bila odgovorna za množični nadzor ter hudo politično represijo in številne kršitve človekovih pravic v državi ter je nadzorovala medije in tisk. Gospodarsko slabo upravljanje zaradi neuspešnih naftnih podvigov v sedemdesetih letih dvajsetega stoletja je povzročilo skokovite zunanje dolgove Romunije. Ceaușescujevi poskusi izvajanja politik, ki bi privedle do znatne rasti prebivalstva, so privedle do vse večjega števila nevarnih splavov in povečalo število siromašenja v državnih institucijah. Leta 1982 je Ceaușescu vladi naročil, naj izvozi velik del kmetijske in industrijske proizvodnje države, da bi poplačal te dolgove. Pomanjkanje, ki je sledilo, je drastično znižalo življenjski standard, kar je privedlo do strožje razdelitve hrane, vode, nafte, toplote, električne energije, zdravil in drugih potrebščin. Njegov kult osebnosti je doživel izjemen vzpon, ki mu je sledil obsežen nepotizem in močno poslabšanje zunanjih odnosov, tudi s Sovjetsko zvezo. 
Ko so decembra 1989 v Temišvaru demonstrirali protivladni protestniki, je Ceaușescu demonstracije dojel kot politično grožnjo in je 17. decembra ukazal vojski naj strelja po demonstrantih, kar je povzročilo veliko število smrtnih žrtev in poškodovanih. Ob razkritju, da je za napad odgovoren Ceaușescu, je povzročilo množično širjenje nemirov in državljanskih nemirov po vsej državi. Demonstracije, ki so dosegle Bukarešto, so postale znane kot romunska revolucija – edino nasilno strmoglavljenje komunistične vlade med revolucijami leta 1989. Ceaușescu in njegova žena Elena sta s helikopterjem pobegnila iz prestolnice, a ju je po pobegu oboroženih sil ujela vojska. Po aretaciji so jima sodili in ju zaradi Ceausescuove krivde za genocid nad Romi obsodili na smrtno kazen in ju na božični dan 25. decembra ubili z ustrelitvijo.

## Zgodnje življenje in zgodnja politična kariera
Nicolae Ceaușescu se je rodil 26. januarja 1918 v Scorniceștu. Bil je tretji od devetih otrok v družini. Njegov oče Andruță (1886–1969) je imel v lasti 7,4 hektarja kmetijskih zemljišč in nekaj ovac, Nicolae pa je dohodek svoje velike družine dopolnil s krojaštvom. V vaški šoli je študiral do 11. leta, ko je odšel v Bukarešto. Služba državnega arhiva okrožja Olt hrani izvlečke iz katalogov osnovne šole Scornicești, ki potrjujejo, da je Nicolae A. Ceaușescu opravil prvi razred s povprečjem 8,26 in drugi razred s povprečjem 8,18, s čimer je bil tretji najboljši v razredu v katerega je bilo vpisanih 25 študentov. Novinar Cătălin Gruia je leta 2007 trdil, da je Nicolae pobegnil od svojega domnevno izjemno religioznega, nasilnega in strogega očeta. Sprva je živel pri svoji sestri Niculini Rusescu, nato pa je začel delati kot čevljarski vajenec.
Leta 1932 se je Ceaușescu pridružil ilegalni romunski komunistični partiji in je bil leta 1933, ko je imel 15 let, aretiran med stavko. Leta 1934 je bil ponovno aretiran; najprej za zbiranje podpisov za protestno peticijo proti sojenju železničarjem in dvakrat za druge podobne dejavnosti, zaradi katerih je na dokumentih ZSZ dobil opredelitev "nevarnega komunističnega hujskača" in "aktivnega distributerja komunistične in protinarodne propagande." Potem se je odpravil v ilegalo, vendar so ga leta 1936 ujeli in obsodili na dvoletno zaporno kazen v zaporu Doftana zaradi subverzivnih dejavnosti. 
Leta 1939, ko je bil izpuščen iz zapora, je Ceaușescu spoznal dve leti starejšo Eleno Petrescu: poročila sta se 23. decembra 1947, Elena pa je igrala pomembno vlogo v njegovem političnem življenju skozi desetletja. Leta 1940 so Ceaușesca aretirali in ponovno zaprli. Leta 1943 so ga premestili v koncentracijsko taborišče Târgu Jiu, kjer je delil sobo z Gheorghejem Gheorghiu-Dejem in postal njegov varovanec. Po drugi svetovni vojni, ko je Romunija začela padati pod sovjetski vpliv, je bil imenovan za sekretarja Zveze komunistične mladine (1944−1945).
Potem, ko so komunisti leta 1947 prevzeli oblast v Romuniji, je Ceaușescu vodil kmetijsko ministrstvo, nato je bil imenovan za namestnika ministra za oborožene sile pod stalinističnim režimom Gheorghiu-Deja. Leta 1952 ga je Gheorghiu-Dej vključil v Centralni komite, nekaj mesecev po tem, ko je bila očiščena "moskovska frakcija" stranke, ki jo je vodila Ana Pauker. Leta 1954 je postal polnopravni član politbiroja in se sčasoma znašel na drugem najpomembnejšem mestu v partijski hierarhiji.

## Voditelj Romunije

### Zgodnja leta vladanja
Ko je 19. marca 1965 umrl Gheorghiu-Dej, kljub svoji bližini z dolgoletnim voditeljem, Ceaușescu ni veljal za samoumevnega naslednika. Vendar je zaradi nesoglasij med starejšimi in bolj uveljavljenimi funkcionarji politbiro izbral Ceaușescuja kot kompromisnega kandidata. Za generalnega sekretarja partije in s tem voditelja države je bil izvoljen 22. marca 1965, tri dni po Gheorghiu-Dejevi smrti. 
Eno prvih dejanj, ki jih je Ceaușescu opravil kot voditelj, je bilo preimenovanje vladajoče delavske stranke v Romunsko komunistično partijo, obenem pa je razglasil novo ime države: Socialistična republika Romunija, namesto dotedanje »ljudske republike« po zgledu ZSSR, ČSSR in SFRJ. Po odstopu dotedanjega predsednika Chivu Stoica decembra 1967 je bil imenovan tudi za predsednika državnega sveta, torej formalnega državnega poglavarja. Kmalu je postal priljubljena osebnost zaradi svoje politike zavračanja omejene suverenosti, ki je izpodbijala prevlado Sovjetske zveze in obsodila neokolonialno izkoriščanje Romunije, ki se je izvajalo tudi preko zloglasnega SovRoma. Od leta 1966 ni več aktivno sodeloval v Varšavskem paktu (čeprav je formalno Romunija ostala njegova članica), leta 1968 pa je zavrnil sodelovanje pri invaziji sil vzhodnega bloka na Češkoslovaško in v javnem govoru izjavil, da je invazija na Češkoslovaško država članica Varšavskega pakta s strani druge države članice bila nevarnost za mir in že tako negotovo politično ravnotežje v Evropi. Zaradi tega govora je Ceaușescu postal močno priljubljen v Romuniji.
V naslednjih letih je Ceaușescu vodil odprto politiko do ZDA in Zahodne Evrope. Romunija je bila prva država Varšavskega pakta, ki je priznala Zahodno Nemčijo, prva se je pridružila Mednarodnemu denarnemu skladu in prva, ki je sprejela ameriškega predsednika Richarda Nixona. Leta 1971 je Romunija postala članica Splošnega sporazuma o carinah in trgovini. Romunija in Jugoslavija sta bili tudi edini vzhodnoevropski državi, ki sta pred razpadom vzhodnega bloka sklenili trgovinske sporazume z Evropsko gospodarsko skupnostjo.
Potem, ko Romunija ni sodelovala pri invaziji na Češkoslovaško, je Ceaușescu sklenil obrambno pogodbo z Jugoslavijo in se ni hotel postaviti na stran v komunističnem notranjem prepiru med Sovjetsko zvezo in Kitajsko. Od 14. do 19. maja 1968 Ceaușescu sprejel v Bukarešti obisk priznanega francoskega predsednika Charlesa de Gaulla. Leta 1969 je bil v Bukarešti sprejet tudi ameriški predsednik Richard Nixon, v svoji državi pa so ga v kontekstu vietnamske vojne videli kot krvnika vietnamskih in ameriških vojakov. Romunija je tisto leto postala edina država vzhodnega bloka, ki je predvajala podobe prvega človeka, ki hodi po Luni. Leta 1977 je Ceaușescu pred njunim zgodovinskim srečanjem, ki je potekalo 20. novembra 1977, zaporedoma sprejel Menahema Begina, izraelskega premierja, in Anvarja el-Sadata, egiptovskega predsednika. General Ion Pacepa (vodja romunske tajne službe, ki se je leta 1978 preselil na Zahod, prebeg) v svojih spominih, objavljenih pod naslovom Rdeča obzorja, pojasnjuje, da je Ceaușescu s poziranjem želel svetu dati pozitivno podobo svojega režima in Romunije. Toda v zakulisju je diktator iskal tajne vezi s PLO Yasserja Arafata in zagotavljal logistično in finančno podporo vojaškim operacijam PLO, pa tudi Fatahu Abu Nidala. Ceaușescujeva pomoč bi imela koristi tudi skupina Baader-Meinhoff. Pacepa navaja, da če je Ceaușescu vzdrževal diplomatske odnose z Izraelom, je bilo to v koristoljubnem cilju, saj je šlo za izdajo emigracijskih vizumov Romunskim Judom proti znatnim denarjem. Kot pravi Pacepa, je Ceaușescu nekoč rekel: "Naš največji izvoz so Judje." 
Leta 1971 je Ceaușescu obiskal Kitajsko in Severno Korejo. Pri obisku teh dveh držav ga je navdihnila popolna »nacionalna preobrazba«, kot je bila razvita v političnem programu Korejske delavske stranke ali kot jo je izvajala Kitajska med kulturno revolucijo. Kmalu po vrnitvi v Romunijo je začel posnemati severnokorejski socialistični model, na katero je vplivala "filozofija džuče" diktatorja Kim il-sunga, saj je v romunščino prevedel in v državi široko distribuiral različne knjige o džučeju in ideološkem ustvarjanju novega romunskega človeka, ki sta ga oblikovala tako komunizem kot nacionalna zavest/tradicija.
Prav tako je zelo dobro sodeloval s sosednjo Jugoslavijo, s katero je razvil tako dobre odnose, da so postala letna srečanja na najvišji ravni tradicionalna, Ceaușescu pa je bil edini tujec, ki je prejel (ob svoji 60-letnici 1978) jugoslovanski red junaka socialističnega dela.

### Kršitve človekovih pravic in obtožbe o genocidu
Ceaușescu je v Romuniji v času svojega vladanja izvajal politično represijo s pomočjo njegove tajne policije Securitate. Ni dopuščal nikakršnega nasprotovanja. Njegova tajna policija je bila odgovorna za hude kršitve človekovih pravic, vključno z aretacijami, mučenjem in usmrtitvami na tisoče ljudi, poleg tega pa je imela tudi velik nadzor ljudstva, nadzorovala pa je tudi medije in tisk. Pod Ceaușescovim vodstvom je Securitate postala ena najbolj brutalnih tajnih policij na svetu. Zagotavljala je vsakršen nadzor nad narodom, največkrat s prisluškovanjem na telefonu. Pod njegovo komunistično diktaturo so nasprotnike režima zapirali v razna delovna taborišča, zapore in celo norišnice. Ceauşescujev poskus povečanja romunskega prebivalstva je pripeljal do ustanavljanja otroških gulagov za prizadete, invalidne in »odvečne« otroke, npr. v Cighidu. Tožilci pravijo, da so politični zaporniki v zaporih in norišnicah trpeli pretepanje, lakoto, mraz in pomanjkanje zdravstvene oskrbe. Leta 1978 je Ceaușescu povečal preganjanje religije, da bi povečal doktorino ateizma marksizmo-leninizma. Veliko število vernikov je bilo tako zaprtih v razne zapore s prisilnim delom. Romi so bili v veliki meri zanemarjeni. Ceauşescujeva politika je gospodarsko izčrpala državo, zunanji dolg je naraščal in s tem tudi revščina, zaradi česar je velik del prebivalstva živel v skrajni revščini. 
V času vladanja Ceaușesca je umrlo dva milijona ljudi. Po podatkih, pridobljenih iz njegovega sojenja leta 1989 je Ceaușescu odgovoren tudi za genocid nad več kot 60.000 ljudi, ki so bili ubiti v romunski revoluciji na njegov ukaz. Njegovi štirje pomočniki so pozneje priznali, da so skupaj z Ceaușescom krivi storilstva pri genocidu.

### Zadnja leta vladavine
Ko je Mihail Gorbačov leta 1985 postal voditelj Sovjetske zveze, je uvedel obsežne reforme, na kar pa se je Ceaușescu odzval z zavrnitvijo. 
Že v koncu sedemdesetih let se je Ceaușescu soočal z velikimi nesoglasji, ki so jih izvajali uporniki po državi. Prva takih je bila stavka rudarjev leta 1977. V osemdesetih letih so se nesoglasja še naprej stopnjevala, vendar je Securitate zatirala in močno kaznovala protestnike.
V Romuniji je intenzivna industrializacija je povzročila upad gospodarstva, zlasti kmetijstva. Delavcem niso več izplačevali plač, elektriko je bilo treba racionalizirati in oskrba s hrano je upadla. Da bi zmanjšali državni dolg, so hrano neusmiljeno usmerjali v izvoz. Namesto reševanja težav je Ceauşescu sprožil velikanske gradbene projekte. Zgradil je kanal Donava-Črno morje, ki so ga začeli graditi pod vodstvom Gheorghiu-Deja in katerega breg je bil okrašen z mozaikom, ki prikazuje njegovo podobo. Na kanalu je dal zgraditi jedrsko elektrarno Cernavodă, ki naj bi bila opremljena s petimi jedrskimi reaktorji in je nazadnje le delno začela obratovati. Intenzivno si je prizadeval za obnovo Bukarešte po hudem potresu v Vrancei leta 1977, predvsem za gradnjo parlamentarne palače. To je bistveno zmanjšalo pogled na mesto Bukarešto kot na »mali Pariz« Balkana. Posebej neusmiljen je bil tako imenovani program "racionalizacije", v resnici pa uničevanja vasi, v katerem naj bi vasi na silo združili in pretvorili v agroindustrijske komplekse. Če bi se ti načrti uresničili, bi bilo uničenih okoli 8000 vasi. Uradno se je te akcija imenovala "sistematizacija".
Leta 1988, ob njegovi 70. rojstnem dnevu, je Ceaușescu prejel medaljo Karla Marxa s strani vzhodnonemškega voditelja Ericha Honeckerja kot priznanje za njegov negativen odnos do sovjetske perestrojke.
Novembra 1989 je Ceausescu odpotoval na obisk v Moskvo. Tam mu je bilo predlagano, da naj odstopi s položaja voditelja države, potem, ko je v Evropi tega meseca padel berlinski zid. Zavrnil je in dosledno ignoriral znake časa. Istega leta so mu odvzeli britanski viteški red (častni KBE), s katerim ga je leta 1978 odlikovala kraljica Elizabeta II.

### Revolucija
Novembra 1989 je bil na XIV. kongresu Romunske komunistične partije (PCR) Ceaușescu ponovno izvoljen za generalnega sekretarja romunske KP. Med kongresom je imel Ceaușescu govor, v katerem je obsodil protikomunistične revolucije, ki se dogajajo po vsej preostali vzhodni Evropi. Naslednji mesec pa je Ceaușescujeva oblast sama začela propadati zaradi dogodkov v Temišvaru in Bukarešti. 
Odstop češkoslovaškega predsednika Gustava Husáka 10. decembra 1989 je pomenil padec komunističnega režima na Češkoslovaškem, zaradi česar je bila Ceaușescujeva Romunija edini preostali trdi komunistični režim v Varšavskem paktu.
16. decembra 1989 je prišlo do velike vstaje v Temišvaru v zahodni Romuniji, potem ko naj bi bil ugrabljen disidentski protestantsko-reformirani madžarski pastor László Tőkés. Ceauşescu je ukazal policiji in vojski, da naj zatre upor. Več demonstrantov je bilo zato ubitih. Tajna policija Securitate je za zatiranje uporabila helikopterje. Na divje vstaje so se odzvali z neposrednim terorjem proti upornikom in tistim pripadnikom vojske, ki so zamenjali stran. Vojska in enote tajne službe so več dni streljale na svoje ljudi, na ulicah pa je ležalo na ducate trupel. Ceauşescu je podcenjeval obseg upora: odšel je v Teheran na državni obisk in za dva dni prepustil vladne zadeve svoji ženi Eleni. 
Po dvodnevnem potovanju v Iran je 21. decembra 1989 Nicolae Ceaușescu nagovoril 100.000 ljudi na palačnem trgu v Bukarešti. Potem, ko mu je prebivalstvo na začetku navijalo, se je razpoloženje med govorom spremenilo in Ceaușescu je moral osupel sprejeti, da je bil preglašen in množica se je začela obračati proti njemu. Televizijski prenos v živo je bil odpovedan. Securitate je nato sprožila ogenj na upornike, vendar je vojska pod vodstvom obrambnega ministra Vasileja Milea to ustavila in preprečila.

### Sojenje in usmrtitev
Ceaușescu in njegova žena Elena sta z Emilom Bobujem in Maneo Mănescujem pobegnila iz prestolnice ter s helikopterjem odletela v Ceaușescujevo rezidenco Snagov, iz katere sta ponovno pobegnila, tokrat v Târgoviște. Helikopter so zapustili v bližini Târgovișteja, saj jim je vojska. ki je do takrat že omejila letenje v romunskem zračnem prostoru, naročila pristanek. Ceaușescusa je zadržala policija, medtem ko so policisti poslušali radio. Na koncu so ju predali vojski. 
Na božični dan 25. decembra 1989 so Ceaușescu in njegovi ženi Eleni sodili na vojaškem sodišču v majhni sobi po ukazu Fronte nacionalne odrešitve, začasne romunske vlade. Soočeni so bili z obtožbami, vključno z nezakonitim zbiranjem premoženja in genocidom nad prebivalstvom. Ceaușescu je večkrat zanikal pooblastilo sodišča, da mu sodi, in zatrdil, da je še vedno zakonito predsednik Romunije. Na koncu sojenja je bil Ceaușescu spoznan za krivega zaradi zločinov proti človeštvu in obsojen na smrtno kazen. Vojaku, ki je stal na straži v postopku, je bilo ukazano, naj enega za drugim odpelje ven in jih ustreli, vendar sta Ceaușescu in Elena zahtevala, da umreta skupaj. Vojaki so se s tem strinjali in jima nato zavezali roke za hrbet. Kmalu po izreku obsodbe je Ceaușescu rekel: "Lahko bi naju ubili brez te maškarade."
Ceaușescu in Elena sta bila nato odpeljana ven pred strelski zid, kjer so jima z trakovi zavezali oči. Ob 16:00 je nato skupina vojakov, ki so jo sestavljali stotnik Ionel Boeru, narednik Georghin Octavian in Dorin-Marian Cîrlan, ustrelila in ubila 71-letnega Nicolaea Ceaușesca in njegovo ženo Eleno. Zvečer tega dne je bila diktatorjeva usmrtitev prikazana tudi na romunski televiziji. Prenagljeno sojenje in podobe mrtvega Ceaușescusa so bili posneti s kamerami, posnetki pa so bili objavljeni v številnih zahodnih državah dva dni po usmrtitvi. 
Po usmrtitvi so trupla Nicolaea in Elene Ceaușescu pokopali v preprostih grobovih na pokopališču Ghencea v Bukarešti, na nasprotnih straneh poti; njihovi grobovi so bili pogosto okrašeni s cvetjem in simboli komunistične oblasti. Julija 2010 so njuni trupli premestili na pokopališče v Ghencei, kjer so ju pokopali z pogrebno slovesnostjo, ki jo je organizirala njuna družina.